# Tênis nos Jogos Insulares de 2019
Nos Jogos Insulares de 2019, as partidas de Tênis serão disputadas entre os dias 7 e 12 de julho no Gibraltar Sandpits Lawn Tennis Club e no Bayside Sports Complex, em Gibraltar.

## Resultados[2]
| Evento            | Ouro                                          | Prata                                  | Bronze                                         |
| ----------------- | --------------------------------------------- | -------------------------------------- | ---------------------------------------------- |
| Simples masculino | Jersey Stuart Parker                          | Minorca Oscar Mesquida-Berg            | Bermuda Gavin Manders                          |
| Simples masculino | Jersey Stuart Parker                          | Minorca Oscar Mesquida-Berg            | Minorca Miguel Albertí-Fuster                  |
| Duplas masculinas | Jersey Stuart Parker Michael Watkins          | Bermuda Gavin Manders David Thomas     | Minorca Alex Mesquida-Berg Oscar Mesquida-Berg |
| Duplas masculinas | Jersey Stuart Parker Michael Watkins          | Bermuda Gavin Manders David Thomas     | Åland Otto Byman Henrique Norbiato             |
| Equipe masculina  | Jersey                                        | Minorca                                | Bermuda                                        |
| Equipe masculina  | Jersey                                        | Minorca                                | Ilha de Man                                    |
| Simples feminino  | Gibraltar Amanda Carreras                     | Gotland Tsvetelina Havrén              | Minorca Clara Catchot-Sintes                   |
| Simples feminino  | Gibraltar Amanda Carreras                     | Gotland Tsvetelina Havrén              | Ilha de Man Laura Feely                        |
| Duplas femininas  | Gibraltar Amand Carreras Lindsay De Haro-Sene | Ilha de Man Karen Faragher Laura Feely | Åland Pauline Friman Malin Ringbom             |
| Duplas femininas  | Gibraltar Amand Carreras Lindsay De Haro-Sene | Ilha de Man Karen Faragher Laura Feely | Jersey Natasha Forrest Eva Hurst               |
| Equipe feminina   | Gibraltar                                     | Ilha de Man                            | Guernsey                                       |
| Equipe feminina   | Gibraltar                                     | Ilha de Man                            | Jersey                                         |
| Duplas mistas     | Jersey Jeremy Cross Antonija Sokic            | Ilha de Man Marc Chinn Karen Faragher  | Gotland Alec Arho-Havrén Tsvetelina Havrén     |
| Duplas mistas     | Jersey Jeremy Cross Antonija Sokic            | Ilha de Man Marc Chinn Karen Faragher  | Åland Henrique Norbiato Malin Ringbom          |